# برون‌جوش
برون‌جوش، برون‌جوشش یا ابولیسم (به انگلیسی: Ebullism) به فرایند تشکیل حباب‌های گاز در مایعات بدنی گفته می‌شود، که به دلیل افت فشار در شرایطی مانند ارتفاعات بلند رخ می‌دهد.

## جلوگیری
برای جلوگیری از برون‌جوش، یک جو اکسیژن خالص در پروازهای اولیه فضا برای حذف نیتروژن در خون مورد استفاده قرار گرفت. خطرات آتش‌سوزی بزرگی در ارتباط با استفاده از اکسیژن خالص به عنوان گاز تنفسی وجود دارد که مرکز مرگ سه فضانورد در طی یک آزمایش زمینی با آپولو ۱ بود. با این وجود ناسا به استفاده از یک اتمسفر اکسیژن خالص در سراسر برنامه آپولو ادامه داد.

## علایم
علایم برون‌جوش شامل حباب‌ها در غشا دهان و چشم‌ها، تورم پوست و حباب‌ها در خون هستند. گردش خون و تنفس ممکن است مختل شده یا متوقف شود. بافت مغز ممکن است بخاطر مسدود شدن شریان‌ها، از اکسیژن محروم شود و ریه‌ها ممکن است تورم و خونریزی داشته باشند.
نمونه‌های بافت از بقایای شاتل فضایی اس‌تی‌اس - ۱۰۷ کلمبیا شواهدی از برون‌جوش را آشکار کرد. با توجه به سطح آسیب بافت، خدمه نتوانستند حتی با فشار دوباره به هوش بیایند.